# 聖馬利亞座堂 (格拉斯哥)

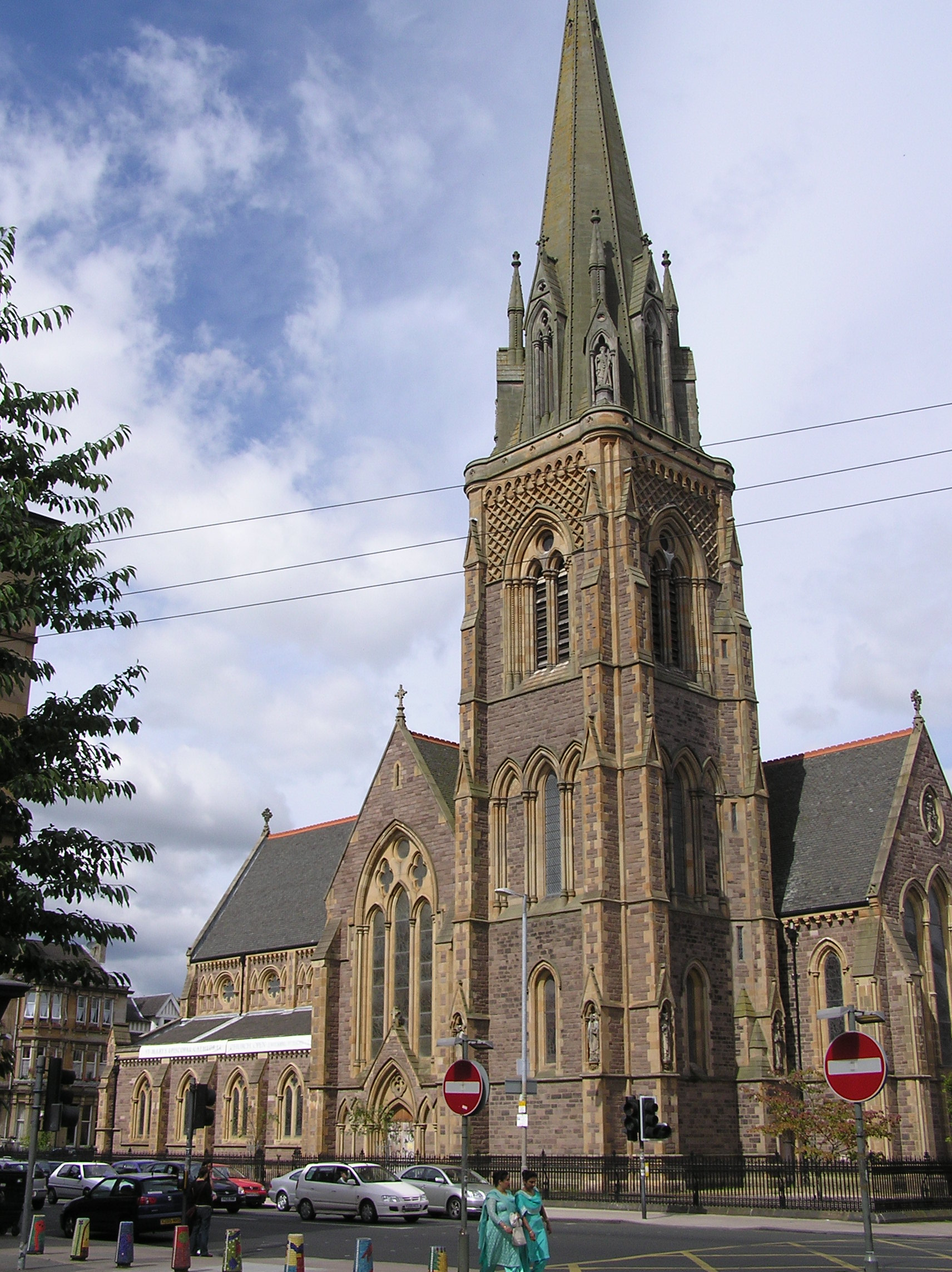
聖馬利亞座堂

聖馬利亞座堂（英語：St Mary's Cathedral）是英國蘇格蘭格拉斯哥的一座蘇格蘭聖公會教堂，位於格拉斯哥西部。現在的建築於1871年11月9日開始使用，在1893年竣工。這座教堂是英國的A類登录建筑。
格拉斯哥的其他主教座堂還有苏格兰长老会的格拉斯哥大教堂、罗马天主教的聖安德肋主教座堂和希腊正教会圣路加主教座堂。

## 外部連結
- Official site of St. Mary's Cathedral （页面存档备份，存于）
- Explore Glasgow - All round the city （页面存档备份，存于） - Features modern drawing of the  cathedral's  patron looking down towards Great Western Road.